# منطقه حفاظت‌شده کالمند
منطقه حفاظت شده کالمند یا منطقهٔ حفاظت‌شدهٔ کالمند و بهادران یک منطقهٔ حفاظت‌شده با مساحت ۲۳۰۱۸۱ هکتار است که در استان یزد در ایران قرار دارد. این منطقهٔ حفاظت‌شده طبق مصوبهٔ شمارهٔ ۷۹۴ در تاریخ ۹۹/۱۱/۰۶ در فهرست مناطق تحت حفاظت سازمان محیط زیست ایران قرار گرفت.
منطقه حفاظت شده کالمند در، ۲۰ کیلومتری شهرستان مهریز و ۵۰ کیلومتری بهادران و ۸۵ کیلومتری یزد قرار گرفته است. این منطقه در حدفاصل ۳۱درجه و ۵دقیقه تا ۳۱درجه و ۳۵دقیقه عرض جغرافیایی و مابین ۵۴درجه و ۲۰دقیقه تا ۵۵درجه و ۱۵دقیقه طول جغرافیایی واقع شده است. مکان مناسبی برای تخم‌گذاری پرنده با ارزش و کمیاب هوبره و زیست جانورانی چون: آهو و زاغ بور است که در اول خرداد ماه سال ۱۳۷۰ از منطقه شکارممنوع ارتقاء یافت و به عنوان مناطق حفاظت شده اعلام گردید. علاوه بر وجود گورخر در منطقه توران و بهرام گور، در سال ۱۳۷۶ طرح انتقال و رهاسازی گورخر ایرانی در این منطقه نیز راه اندازی شد. پیشتر وجود این گونه منحصر به دو منطقه توران و بهرام گور بوده است.